# Tomoxia binotata
Tomoxia binotata es una especie de coleóptero de la familia Mordellidae.

## Distribución geográfica
Habita en Panamá.